# Pintor de Gela
Como Pintor de Gela se conoce a un prolífico pintor de cerámica ática de fines del siglo V a. C., inicios del siglo IV a. C.  (c. 510/505–490/485 a. C.) cuya obra se vincula con Sicilia, sobre todo con Gela. Sus trabajos, principalmente lécitos, se exportaron a Grecia Occidental, y se considera que se relacionan con el paso de la cerámica de figuras negras a la cerámica de figuras rojas. Su período de actividad coincide con el del Grupo de Leagro.
Aunque su estilo a veces carezca de precisión, su aproximación a los mitos y las escenas de género no son menos originales. Sus composiciones pueden rivalizar con las de las grandes superficies ofrecidas por los pintores de los vasos más valiosos.
Es conocido principalmente por su gran cantidad de lécitos, más de 300 piezas. Además, también se conocen enócoes y olpes. En ocasiones, además del estilo de figuras negras, también utilizó la técnica de fondo blanco. Se puede considerar que el pintor representa la fase en declive de la cerámica de figuras negras, lo que también se refleja en la calidad de sus pinturas, aunque fue uno de los mejores pintores de figuras negras de su época, cuando muchos ya se habían pasado a la cerámica de figuras rojas.

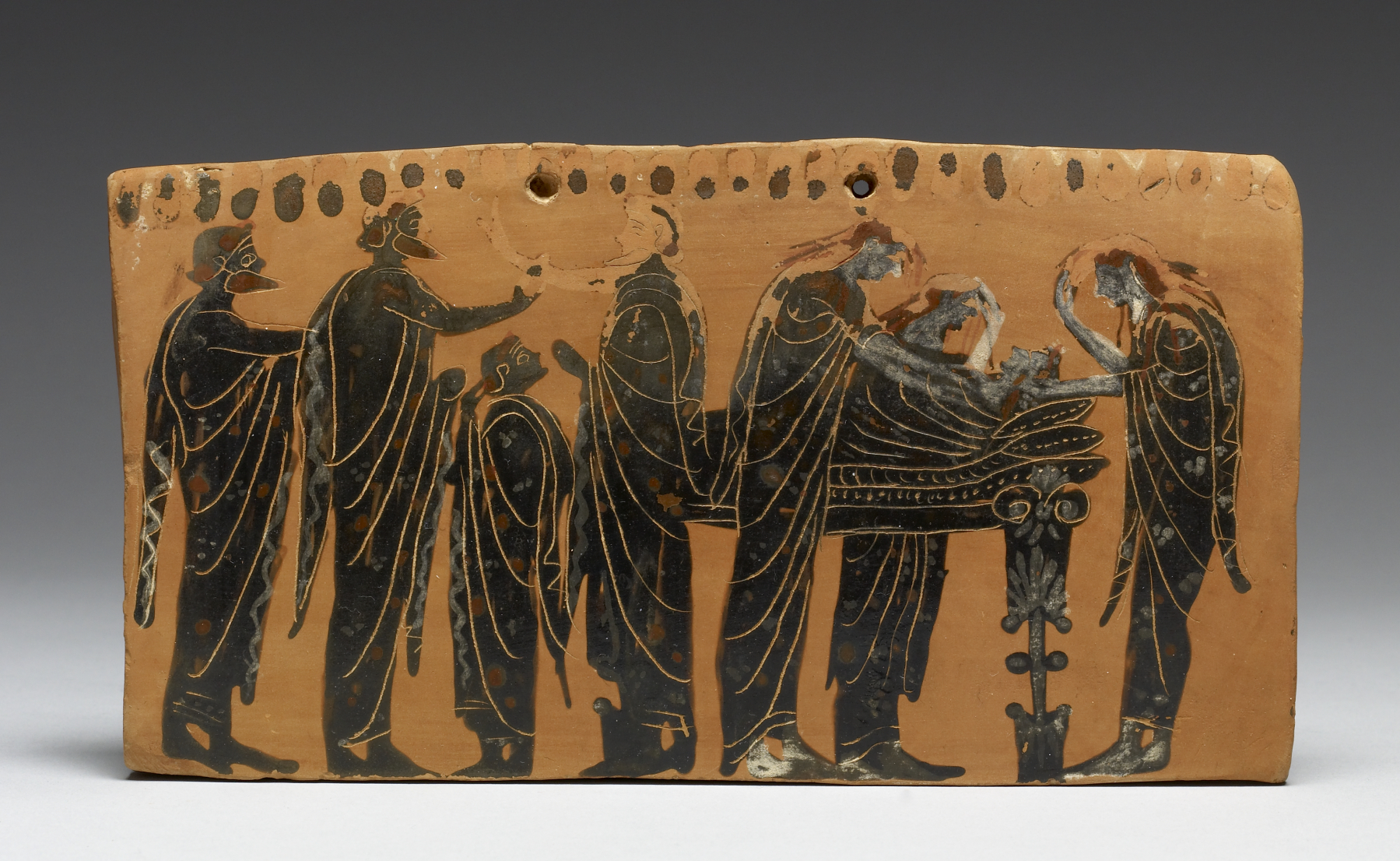
Pínax, c. 510–500 a. C.
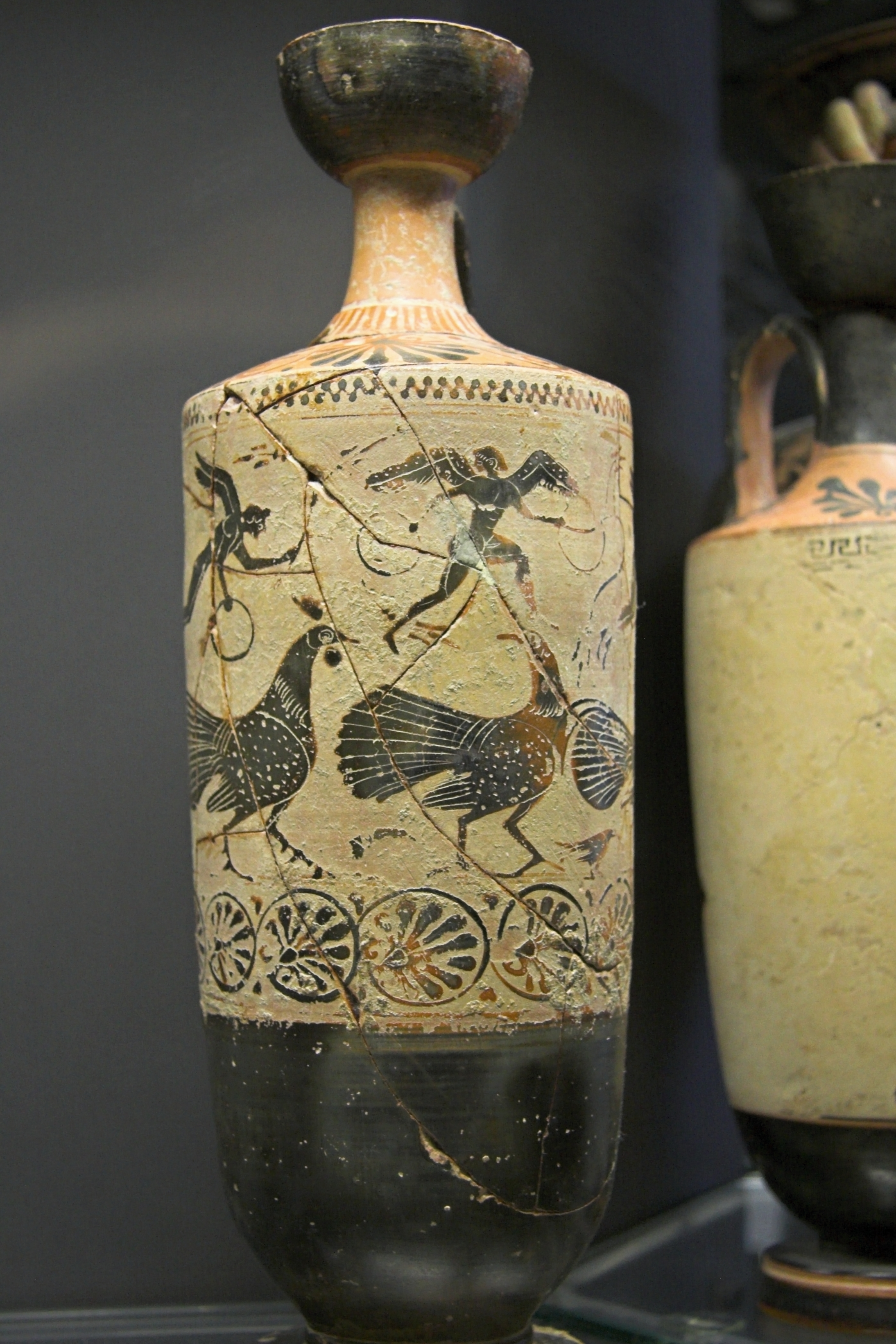
Lécito, c. 510–500 a. C.
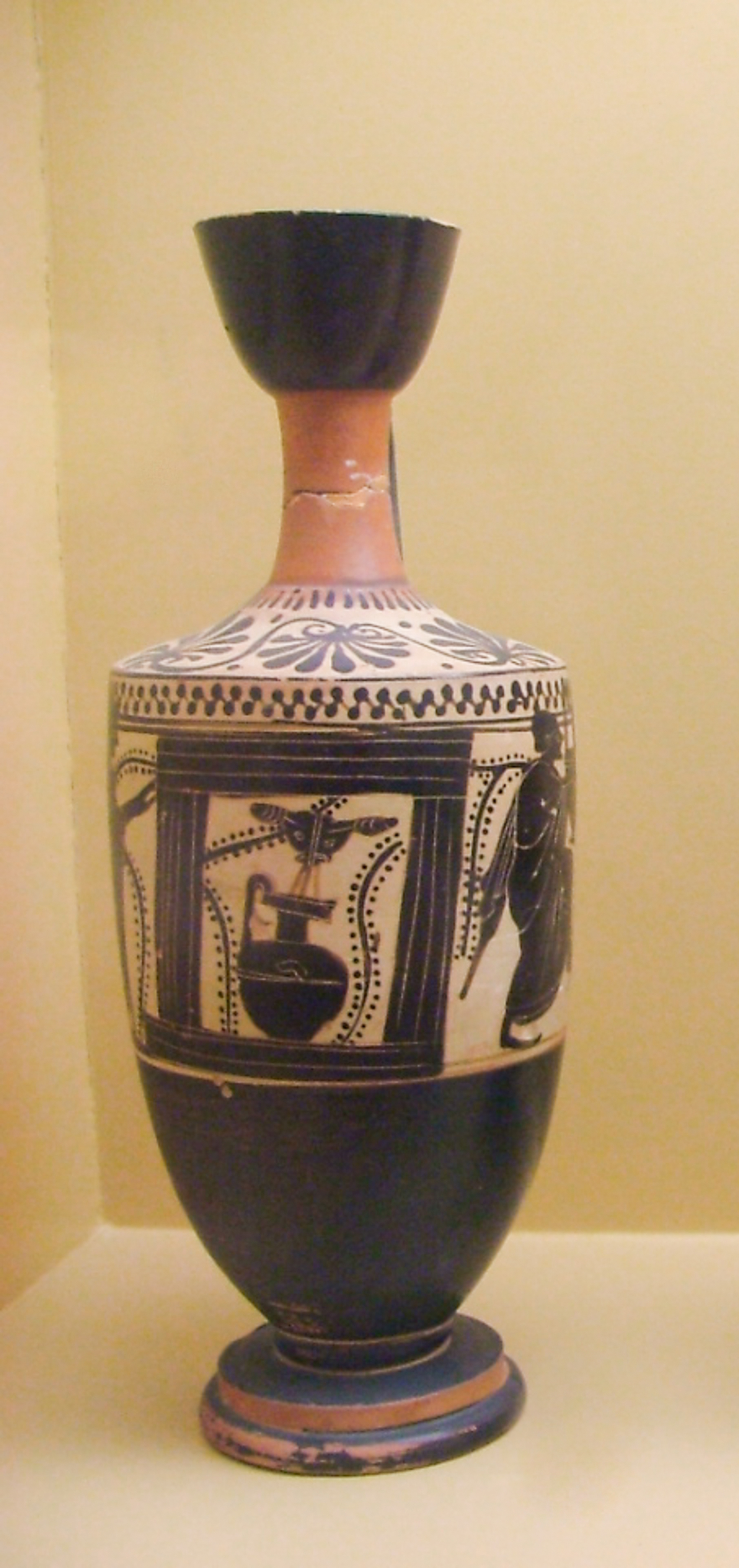
Lécito, c. 510–490 a. C.
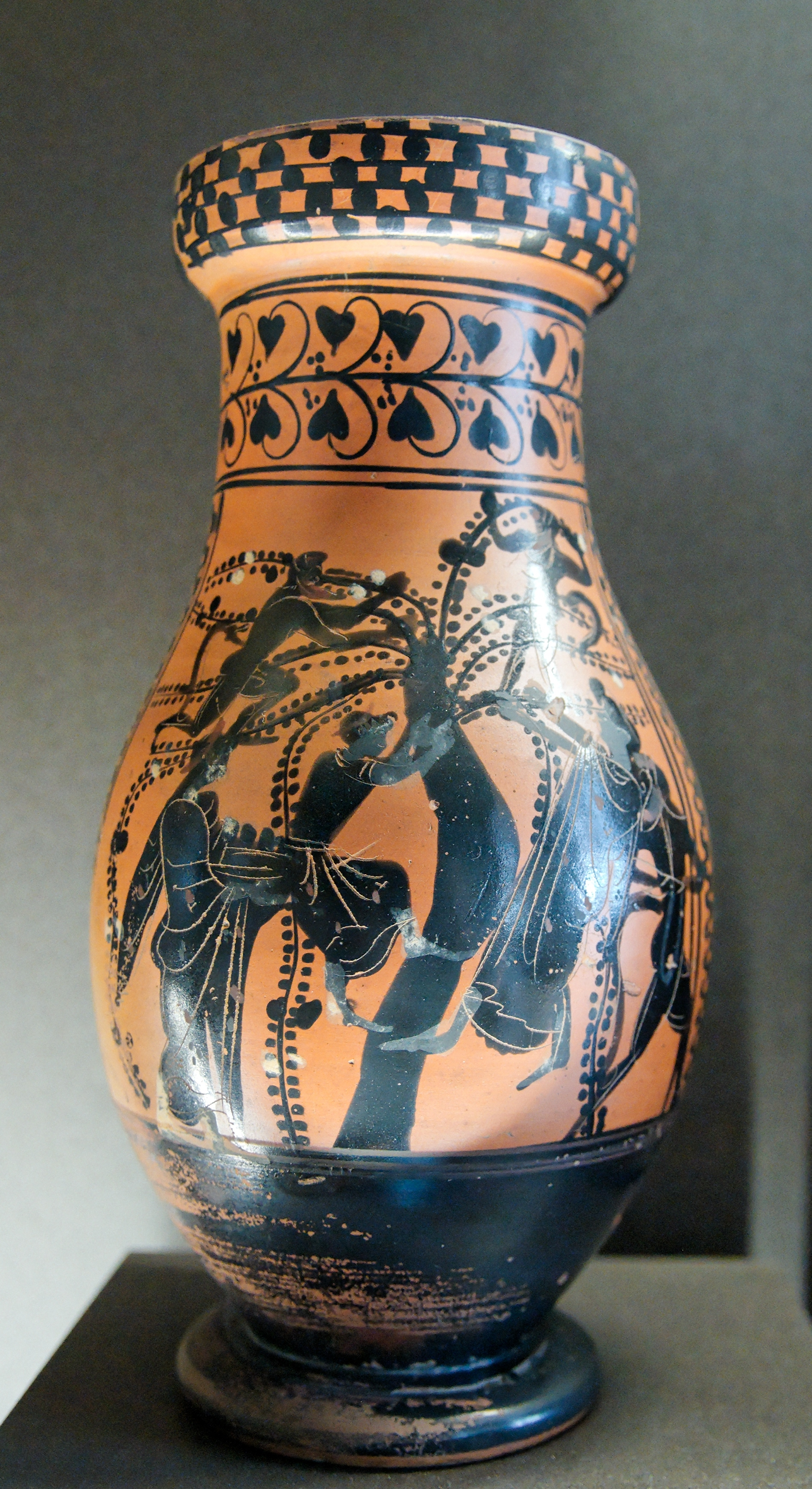
Olpe con sátiros y ménades recolectando aceitunas, 500-490 a. C., Museo del Louvre.
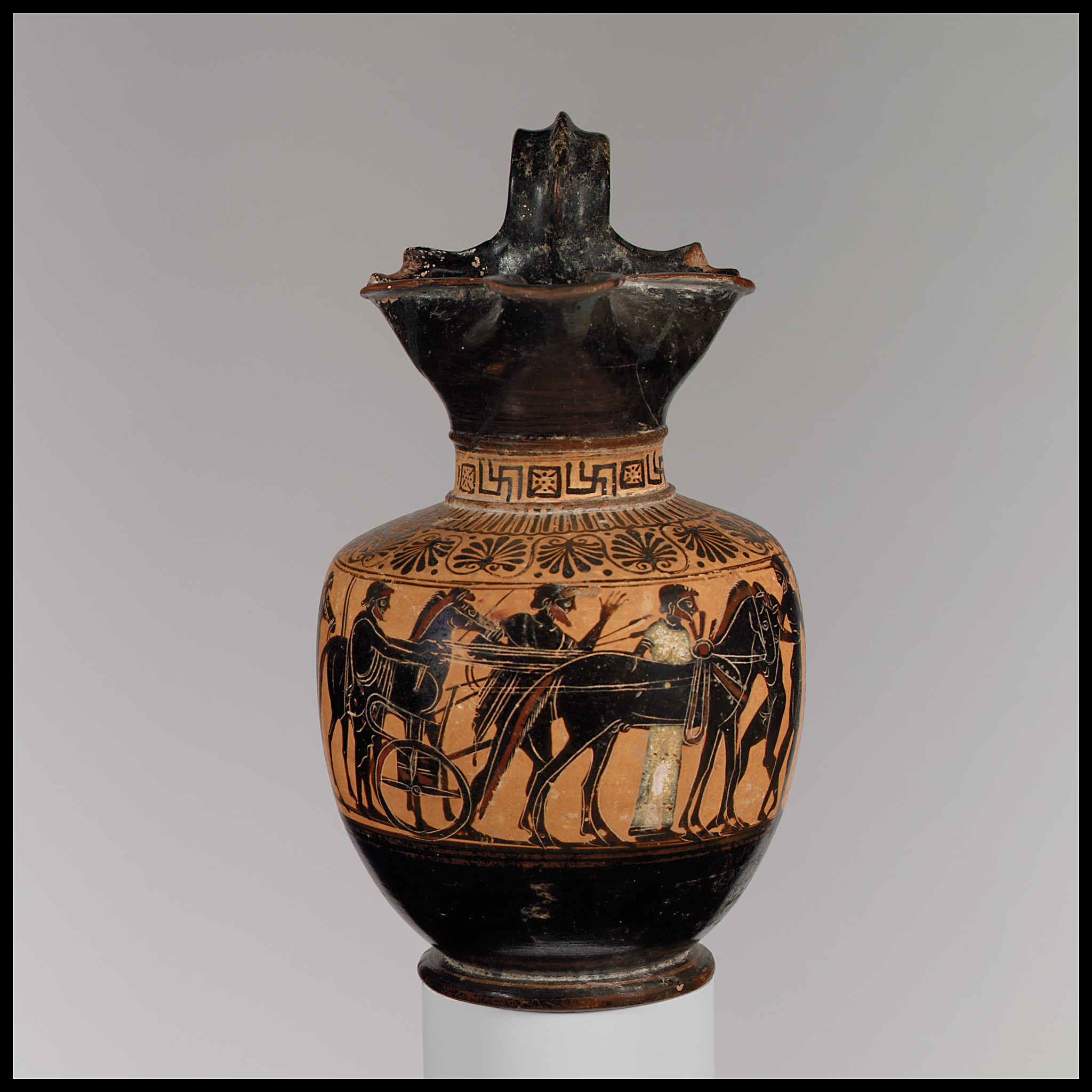
Enócoe, c. 500 a. C.